# Lamagdelaine
Lamagdelaine è un comune francese di 803 abitanti situato nel dipartimento del Lot nella regione dell'Occitania.

## Società

### Evoluzione demografica
Abitanti censiti